# Михайлов Валентин Олексійович
Валенти́н Олексі́йович Миха́йлов (* 7 лютого 1941 — радянський український і таджицький ентомолог, спеціаліст з родини жуків-жужелиць. Доктор біологічних наук.

## Біографія[1]
Валентин Олексійович Михайлов народився 7 лютого 1941 року. Його батько завідував у Душанбе філіалом всесоюзної фабрики «Природа і школа», яка займалася масовим збиранням комах та інших тварин для виготовлення наочних посібників та роздаткового матеріалу. Ймовірно, це сприяло залученню його сина до колекціонування комах, інтересу до них.
Поступивши до місцевого університету, Валентин став одним з вихованців зав. кафедри зоології, ентомолога І. К. Лопатіна. В. Михайлов брав участь у кафедральних експедиціях, де швидко зажив слави неперевершеного і невтомного збирача комах у найскладніших природних умовах гірського Таджикистану. Він зацікавився жуками-жужелицями і після одержання університетського диплому залишився працювати в альма матер. Він швидко набував ентомологічні знання і невдовзі поступив до аспірантури ленінградського Зоологічного інституту.
Тут науковим керівником його став Олег Леонідович Крижанівський, знавець жужелиць і вчений із світовим ім'ям. У 1971 році аспірант узяв участь у експедиції по Гісаро-Дарвазу. Наступного року він захистив кандидатську дисертацію в душанбінському Інституті зоології і паразитології (ІНЗІП) імені Є. Н. Павловського АН ТаджРСР.
По тому він тривалий час завідував відділом у Памірському біологічному інституті (Душанбе–Хорог): збирав і вивчав ентомологічний матеріал, готував наукові статті. Потім він працював в ІНЗІПІ. У 1989 році він захистив дисертацію і одержав ступінь доктора біологічних наук.
Після розпаду СРСР життя В. О. Михайлова та його родини у Таджикистані різко ускладнилося. Зрештою вони переїхали до Цюрупінська. Валентин Олексійович працював тут у Степовому філіалі Українського НДІ лісового господарства та агромеліораціі. Він обіймав посадку провідного наукового співробітника.. Згодом вчений переїхав до Харківа, де зараз і живе.

## Наукова діяльність
Валентин Олексійович є визнаним знавцем жуків родини жужелиць. Основний напрямок його досліджень — фауністика і систематика цих комах. Його кандидатська дисертація присвячена жужелицям Таджикистану, а докторська — жужелицям Середньої Азії. При підготовці докторської дисертації були застосовані новітні для «докомп'ютерної» ери методики — обробка первинних ентомологічних даних на програмах для електронно-обчислювальних машин БЕСМ-6.
Валентин Олексійович описав понад 30 нових для науки таксонів жужелиць (дві з них він назвав на честь своїх вчителів — Bronislavia lopatini Michailov, 1970 і Bronislavia kryzhanovskii  Michailov 1970). Йому вдалося знайти й описати личинок тих видів, для яких вони були невідомі. Він є одним з авторів «Червоної книги Республіки Таджикистан» (1988).
Деякі його праці присвячені зоогеографії, екології жужелиць, їх розведенню для біологічного захисту рослин. Починаючи з 1992 року, він опублікував низку статей про ентомофауну Херсонщини (головним чином, понизь Дніпра), шкідників штучних лісонасаджень цього регіону.
В. О. Михайлов брав участь у 4-му та 5-му з'їздах Українського ентомологічного товариства, міжнародному симпозіумі по ентомофауні Середньої Європи (Київ, 1988), міжнародних наукових конференціях (2007, 2010).
На честь вченого названо шість таксонів жужелиць.

### Основні публікації
- Обзор жужелиц рода Bronislavia Sem. из Таджикистана // Энтомологическое обозрение, 1970, т. 49, вып. 3, стр. 546—549.
- Новые и малоизученные жужелицы Средней Азии // Энтомологическое обозрение, 1971, т. 50, вып. 3, стр. 632—640 [У співавторстві з О. Л. Крижанівським]
- Личинки жужелиц рода Carabus из Средней Азии // Зоологический журнал, 1978, т. 57, вып. 6, с. 851—856.
- Компьютерный банк данных о жуках-жужелицах юго-востока Средней Азии на основе линейно-иерархической структуры баз данных. — Душанбе, 1987. — 21 с. [У співавторстві з А. Л. Лобановим]
- Жесткокрылые юго-восточной части Памиро-Алая (в пределах Горно-Бадахшанской автономной области Таджикской ССР) // Ред. ж. Изв. Акад. наук ТаджССР, Отд. биол. наук, Душанбе. (Рукоп. Депонир. В ВИНИТИ, 1987, 5: 3504-Б8. — 51 с. . [У співавторстві з В. І. Чикатуновим]
- Машинный банк данных о жужелицах юго-востока Средней Азии // Материалы научной сессии энтомологов Дагестана. 1988. С. 36-37. [У співавторстві з А. Л. Лобановим]
- Сравнение различных схем фаунистического районирования юго-востока Средней Азии, полученных на основе анализа фаунистических и экологических данных // Изв. Акад. наук ТаджССР, Сер. биол. наук. 1988. N 4. С. 43-49. [У співавторстві з А. Л. Лобановим]
- Обзор жужелиц подрода Pamirium Net. (Coleoptera, Carabidae, род Bembidion Latr.) // Энтомологическое обозрение, 1988, т. 67, вып. 1, стр. 122—130.

Повний перелік публікацій (91 назва) дивись на.